# صحة دونالد ترامب
الصحة النفسية أو العقلية لدونالد ترمب هي قضية ظهرت منذ الأيام الأولى لحملة دونالد ترمب من أجل منصب رئيس الولايات المتحدة. العديد من الشخصيات العامة، مصادر الإعلام والعاملون في مجال الصحة العقلية قد افترضوا أن دونالد ترمب يعاني من تحديات صحية تتراوح بين اضطراب الشخصية النرجسية إلى شكل من أشكال الخرف. نفى ترمب وأنصاره هذه المزاعم، وطعنوا في سلطة ودوافع الأشخاص وراء المزاعم.

## تأكيدات بوجود مرض عقلي
في نوفمبر عام 2015، ذكرت فانيتي فير رأي عدد من خبراء الصحة النفسية أن ترمب لديه اضطراب الشخصية النرجسية. في ديسمبر 2015 وفي رد على الأسئلة بشأن حالته الصحية، طلب ترمب من طبيبه الخاص الدكتور هارولد بورنستاين إصدار «تقرير طبي كامل»، وتوقع أن تكون نتيجته «مثالية». بعد يومين وقع بورنستاين على خطاب، ذكر فيه أن «النتائج المختبرية لترمب ممتازة بشكل مدهش» وأن ترمب «سيكون أصح من أي شخص سابق ينتخب للرئاسة.» لم يتطرق الخطاب مع ذلك للصحة العقلية لترمب، ولكن في أغسطس 2016، ذكر بورنستاين أن ترمب «لديه صحة ممتازة، خاصة من ناحية الصحة النفسية.» قال بورنستاين في وقت لاحق أنه في الواقع، ترمب قد أملى الخطاب عليه عبر الهاتف، ثم أرسل سيارة لاستلامه. ذكر بورنستاين في مقابلة مع CNN أن «السيد ترمب أملى علي الخطاب وأستطيع أن أقول له ما لم يستطع وضعه فيها......»
في شباط/فبراير 2016، تكهن المرشح الرئاسي جيب بوش بأن ترمب يعاني من مشاكل بخصوص الصحة العقلية، قائلا «أنا لست طبيب نفساني أو عالم نفس، لكن الرجل يحتاج علاج نفسي». في أوائل عام 2017، جمع عالم النفس جون غارتنر أكثر من 25 ألف توقيع من العاملين في مجال الصحة العقلية على عريضة موجهة إلى زعيم المعارضة الوطنية الديمقراطي تشاك شومر. في نهاية أبريل عام 2017 كان شومر قادرا على توجيه العريضة -مع أكثر من 41 ألف توقيع من متخصصي الرعاية الصحية- إلى واشنطن العاصمة. كان جوهر العريضة يقول: حكمي المهني هو أن دونالد ترمب يعاني من مرض عقلي خطير يجعله غير قادر نفسيا على أداء واجبات رئيس الولايات المتحدة بكفاءة. وأرجو أن يتم عزله من منصبه، وفقا للمادة 3 من الإصلاح 25، وهلم جرا. أكد غارتنر أن الإعاقات الذهنية التي يعاني منها ترمب هي مزيج من 1. النرجسية 2. جنون ارتياب 3. اعتلال نفسي 4. السادية.
في نيسان/أبريل عام 2017 استضافت الطبيبة النفسية باندي لي اجتماعا في كلية الطب بجامعة ييل لمناقشة الصحة العقلية لترمب. في مقابلة مع موقع صالون في مايو 2017 قالت إن موضوع الصحة العقلية للرئيس تمثل «حالة من الطوارئ» حيث «بقاء البشر على قيد الحياة قد يكون على المحك.»
في أيلول/سبتمبر 2017، كتبت جين سوك جيرسون في مجلة نيويوركر «يبدو أن هناك إجماع غريب قد تشكل حول الحالة النفسية لترمب،» بما في ذلك الديمقراطيين والجمهوريين الذين يشككون في لياقة ترمب للمنصب. في تشرين الأول/أكتوبر عام 2017 نشر الكتاب «حالة دونالد ترمب الخطيرة»، ويحتوي على مقالات من 27 من علماء النفس، الأطباء والعاملين في مجال الصحة العقلية عن «خطر واضح وقائم» تمثله الصحة النفسية لترمب على «الأمة والفرد». وقالوا إن الصحة العقلية للرئيس تؤثر على الصحة العقلية للناس في الولايات المتحدة، وأنه يضع البلد في خطر تقويض الديمقراطية نفسها بسبب حالته المرضية النرجسية واعتلاله النفسي. وبالتالي «رئاسة ترمب تمثل حالة طارئة ليست فقط تسمح، ولكن ربما تتطلب أيضا من الأطباء النفسيين أن يخالفوا قاعدة الجمعية الأمريكية للطب النفسي التي تقول أنه من غير الأخلاقي أن يعطي الأطباء النفسيون آراء مهنية حول الشخصيات العامة دون إجراء فحص شخصي».